# Universidade Inha
A Universidade Inha (hangul: 인하대학교; hanja: 仁荷大學校; rr: Inha Daehakgyo; MR: Inha Taehakkyo) é uma universidade privada de pesquisa com campus principal em Incheon (Coreia do Sul) e outro campus em Tashkent (Uzbequistão).

## História
A Universidade Inha foi fundada em 20 de abril de 1954 pelo primeiro presidente da Coreia do Sul, Syngman Rhee. O capital inicial e o ímpeto para fundar uma universidade também vieram dos emigrantes coreanos do Havai, particularmente da venda do Instituto Cristão Coreano. O nome da universidade é composto das primeiras sílabas de Incheon ("In") e Havaí ("ha"). Ainda em 1954, seu primeiro ano de funcionamento, foi fundado o Instituto de Tecnologia de Inha. Durante as décadas de 1950 e 1960, a instituição passou por expansões, resultando num leque maior de cursos e áreas de pesquisas.
Em 1971, a instituição recebeu oficialmente o status de universidade. Atualmente, ela é classificada entre as dez melhores universidades da Coreia do Sul, especialmente na área técnica. Em 2022, a Universidade Inha também foi uma das dez universidades com ótimas avaliações no que diz respeito a intercâmbio. A universidade faz parte do Global U8 Consortium, uma rede internacional inter-universitária que inclui, por exemplo, a Universidade de Xiamen, localizada na China, e a Universidade de Hull, no Reino Unido.
Em 2014, A Universidade Inha criou um segundo campus em Tashkent, na Ásia Central. Esta fundação é o resultado de uma cooperação entre a Universidade de Inha e o governo do Uzbequistão.

## Campus
A Universidade Inha tem seu campus principal em Incheon, que tem um total de 0,44 km² e faz fronteira com o distrito de Munhak. Há uma pequena floresta no campus, nomeada em homenagem ao filósofo alemão Martin Heidegger. Além disso, existe um lago, um jardim e várias estátuas no local.
Além das instalações externas mencionadas, o campus também inclui os prédios administrativos, salas utilizadas para ensino e aulas práticas, dormitórios estudantis e instalações esportivas, incluindo um campo de beisebol.

## Faculdades
25 disciplinas são oferecidas em 49 departamentos. Há um total de onze faculdades que oferecem os seguintes cursos de graduação:
- Frontier College
- College of Engineering
- College of Natural Sciences
- College of Business Administration
- College of Education
- College of Social Science
- College of Humanities
- College of Medicine
- College of Future Convergence
- College of Arts & Sports
- School of Global Convergence Studies